# Centre international de documentation Marguerite Yourcenar
Le Centre international de Documentation Marguerite Yourcenar, en abréviation CIDMY, est une société savante, créée en 1989 à Bruxelles sous le statut juridique d'Association sans but lucratif.
La fondatrice du centre, l'écrivain Michèle Goslar, désirant mettre à l'honneur l'œuvre de cette éminente native de Bruxelles qu'était Marguerite Yourcenar, a voulu ainsi créer un centre d'étude et de documentation concernant cette écrivain marquante du XXe siècle.
Le CIDMY, dispose d'une vaste bibliothèque et d'importantes archives concernant la vie et l'œuvre de l'auteur de L'Œuvre au noir et organise des activités culturelles la mettant à l'honneur.
Le siège social est situé rue des Tanneurs, 65 à Bruxelles, dans l'immeuble des Archives de la Ville de Bruxelles.